# Hrabičov
Hrabičov es un municipio del distrito de Žarnovica en la región de Banská Bystrica, Eslovaquia, con una población estimada a final del año 2024 de 548 habitantes.
Se encuentra ubicado al noroeste de la región, en el valle del río Hron —un afluente izquierdo del Danubio— y cerca de la frontera con las regiones de Nitra y Trenčín.

## Demografía
| Año        | 1994 | 2004    | 2014    | 2024    |
| ---------- | ---- | ------- | ------- | ------- |
| Población  | 617  | 619     | 589     | 548     |
| Diferencia |      | +0,32 % | −4,84 % | −6,96 % |

| Año        | 2023 | 2024    |
| ---------- | ---- | ------- |
| Población  | 553  | 548     |
| Diferencia |      | −0,90 % |